# Sant Jaume de la Guàrdia Pilosa
Sant Jaume de la Guàrdia Pilosa és una església de Pujalt (Anoia) inclosa a l'Inventari del Patrimoni Arquitectònic de Catalunya.

## Descripció
És un edifici de planta rectangular, sense absis, i campanar de torre de planta quadrada en un dels angles de la capçalera. Al mur de ponent hi trobem el portal, allindat i ornat amb motllures lineals, de gran senzillesa, però de bona factura; sobre la porta hi ha un petit ull de bou. A l'interior d'una nau conserva un altar barroc. Porta dintellada.

## Història
L'església existia com a parròquia al segle xii, i al segle xiv apareix amb dos altars: l'un dedicat a Sant Jaume i l'altre a Sant Miquel. L'edifici ha sigut renovat en diverses ocasions, al segle xvi i al xviii, fou apujat i es va construir el campanar.